# Supercollider/The Butcher
Supercollider/The Butcher è un singolo del gruppo alternative rock inglese Radiohead, pubblicato nel 2011 nei formati doppia A-side 12" e digitale. La doppia traccia è stata diffusa in occasione del Record Store Day.

## Tracce
1. Supercollider – 7:02
2. The Butcher – 4:35

## Classifiche
| Classifica (2011)         | Posizione massima |
| ------------------------- | ----------------- |
| Finlandia                 | 19                |
| Regno Unito (independent) | 26                |